# Charles Thévenaz

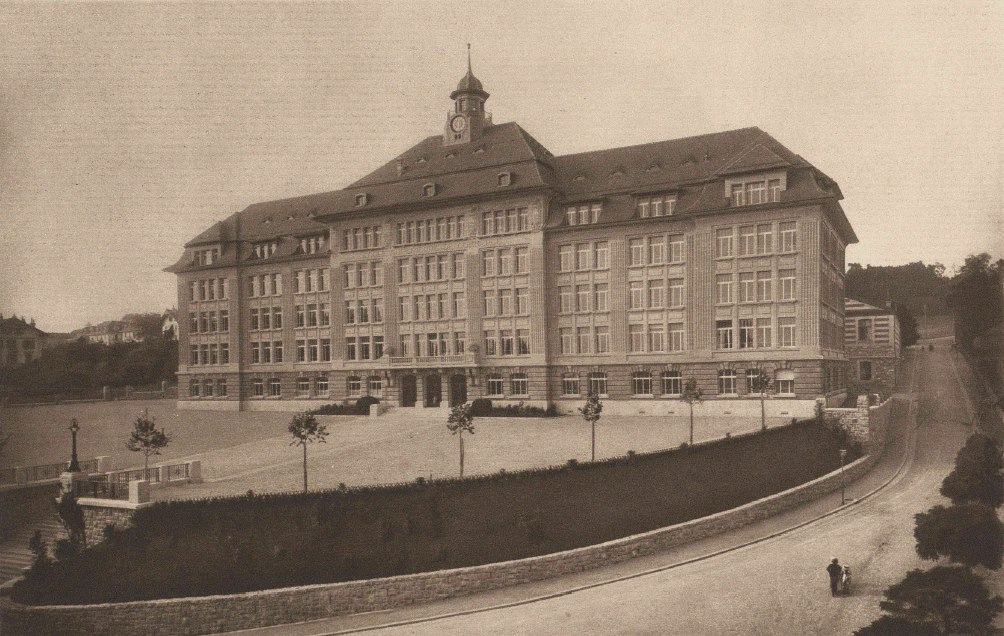
Die Handelsschule Lausanne, 1912–14

Charles Thévenaz (geb. 26. April 1882 in Lausanne; gest. 4. März 1966 ebenda) war ein Schweizer Architekt.

## Ausbildung und Leben
Thévenaz, das vierte von acht Kindern eines Schreinereiunternehmers, studierte bis 1910 an der École des Beaux-Arts in Paris, wo er sich das Studium im Atelier seines Lehrers Jean-Louis Pascal verdiente. Nach seiner Rückkehr in die Schweiz 1912 arbeitete er teils alleine, teils in Zusammenarbeit mit zahlreichen anderen Architekten in Projektgemeinschaften. Mit Alphonse Laverrière war er eine der prägenden Persönlichkeiten der Welschschweiz, was Architekturwettbewerbe betraf. So ging eine Vielzahl seiner frühen Projekte aus Wettbewerbsgewinnen hervor – darunter viele Banken und Schulen. Ein Frühwerk ist beispielsweise die zusammen mit Maurice Schnell (1857–1936) geplante Handelsschule, ein einflügeliger Bau des Heimatstils, mit Mittelrisalit, Bossenmauerwerk im Erdgeschoss und darüberliegender Kolossalordnung, die drei Stockwerke zusammenfasst. In den 1920er-Jahren entstanden das Haus der Schweizerischen Bankgesellschaft, gemeinsam mit Schnell und René Bonnard (1882–1949) und des Schweizerischen Bankvereins, mit Schnell und Charles Dubois (1874–1956). Anfang der 1950er-Jahre, als sein Sohn Charles-François Thévenaz (28. Juni 1921 – 1. August 2017) in das Büro eintrat, wurden grosse, bemerkenswerte Versammlungsstätten erstellt wie etwa die Halle für die Verbrauchermesse des Comptoir suisse, dessen Dachtragstruktur weitgespannter, sich diagonal durchdringender Bögen eine «souveräne, ruhige Raumwirkung» ergibt. Anlässlich der Fussball-Weltmeisterschaft entstand das von Charles-François entworfene Stade Olympique de la Pontaise, das aus parabolischen und hyperbolischen Schnitten entwickelt wurde und mit seinen sowohl im Grund- wie auch im Aufriss geschwungenen Kurven höchste Anforderungen an die damalige Konstruktion stellte.

## Werke (Auswahl)
- Handelsschule, Lausanne 1912–14 (mit Maurice Schnell), heute Gymnase Beaulieu
- Schweizerische Bankgesellschaft, Lausanne 1920–22 (mit Maurice Schnell und René Bonnard)
- Schweizerischer Bankverein, Lausanne 1919–23 (mit Maurice Schnell und Charles Dubois)
- Mietshaus avenue Tissot, Lausanne 1928[9]
- Cinéma-Capitole, Lausanne 1928–29[10]
- Stadttheater Lausanne, Erweiterung, Lausanne 1934 (mit Charles Melley), heute Opéra de Lausanne[11]
- Collège cantonal classique, Lausanne 1935, heute École de Béthusy[12]
- Waadtländer Kantonalbank, Erweiterung, Lausanne 1947 (mit Charles Brugger und Marcel Maillard)[13]
- Comptoir Suisse, Ausstellungshalle, Lausanne 1952 (mit Charles-François Thévenaz)
- Stade Olympique de la Pontaise, Lausanne 1950–52 (mit Charles-François Thévenaz)
- Cinéma Athenée, Lausanne 1956 (mit Charles-François Thévenaz)